# 弗朗索瓦·维莱特
弗朗索瓦·维莱特（法語：François Villette，1621年10月6日—1698年10月11日），是法国宫廷的工程师、配镜师，他设计了一种镀锡铜镜能将太阳光反射到物体上，用太阳光产生的高温融化物体，曾为法国国王路易十四在凡尔赛宫里进行演示。